# Orbitolinina
Orbitolinina es un suborden de foraminíferos del orden Loftusiida que agrupa taxones tradicionalmente incluidos en el suborden Textulariina o en el orden Textulariida. Su rango cronoestratigráfico abarca desde el Liásico (Jurásico inferior) hasta el Oligoceno.

## Clasificación
Orbitolinina incluye a las siguientes superfamilias:
- Superfamilia Pfenderinoidea
- Superfamilia Coskinolinoidea
- Superfamilia Orbitolinoidea